# Matnin
Matnin (arab. متنين) – miejscowość w Syrii, w muhafazie Hama. W 2004 roku liczyła 2446 mieszkańców.